# Wyrób poligraficzny

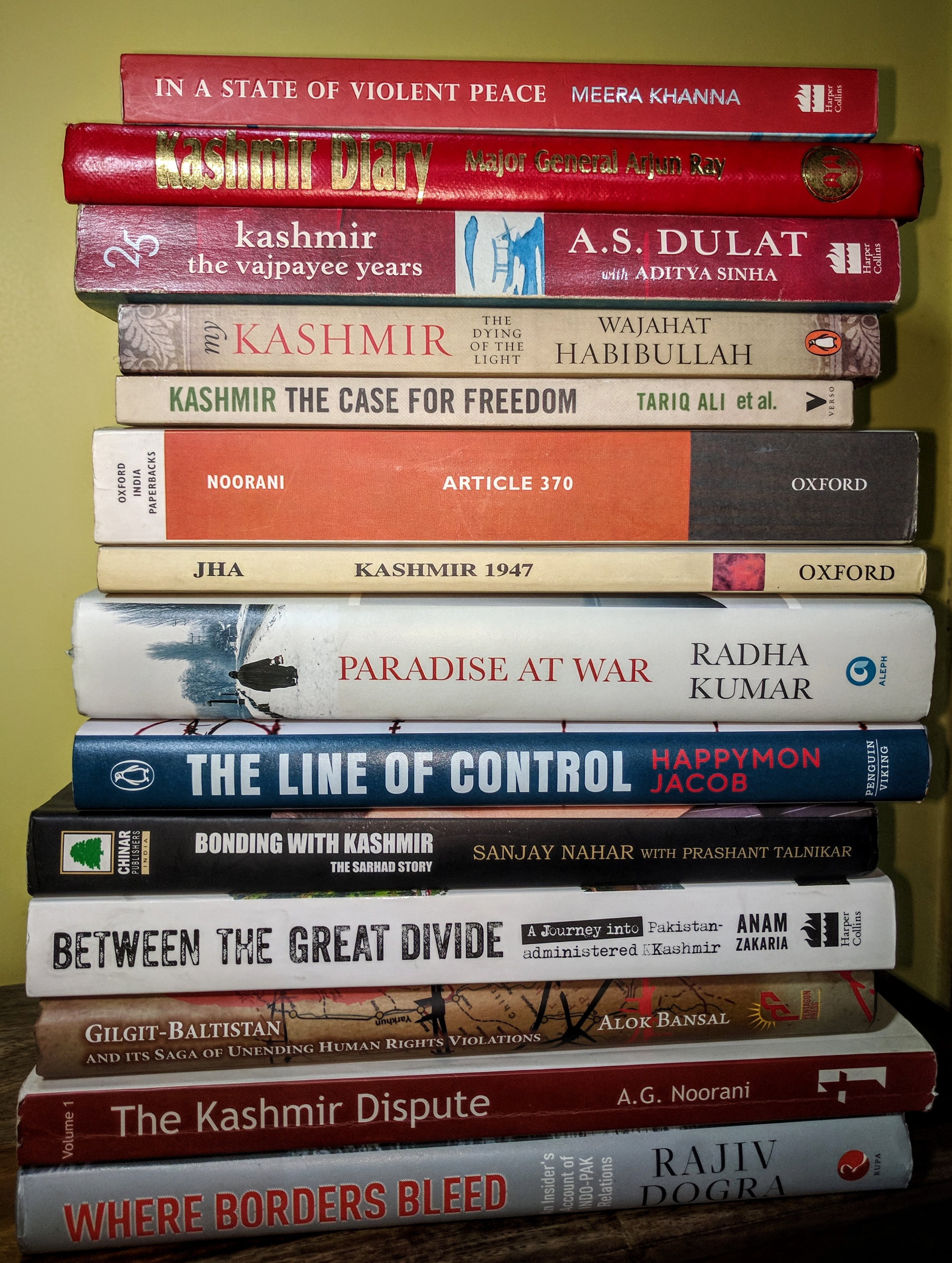
Książki papierowe

Wyrób poligraficzny – każdy przedmiot, którego powierzchnia została pokryta jedną z technik druku.
Wyroby poligraficzne dzieli się zasadniczo na następujące kategorie:
- akcydensy
- broszury i książki
- czasopisma
- opakowania.

W praktyce z wyrobów poligraficznych wyłącza się wyroby papiernicze pokrywane jednolitym tłem lub wzorem, o ile cały proces ich wyrobu ma miejsce w tym samym zakładzie produkcyjnym. Tak więc do wyrobów poligraficznych nie zalicza się m.in. papieru nutowego, szeregu rodzajów zeszytów szkolnych (w kratkę, linię itp.), zdobionego papieru toaletowego i ręczników papierowych, itp.